# Píšť, Opava
Píšť là một làng thuộc huyện Opava, vùng Moravskoslezský, Cộng hòa Séc.